# Jehor Nazaryna
Jehor Anatolijowycz Nazaryna, ukr. Єгор Анатолійович Назарина (ur. 10 lipca 1997 w Pryłukach, w obwodzie czernihowskim, Ukraina) – ukraiński piłkarz, grający na pozycji pomocnika.

## Kariera piłkarska

### Kariera klubowa
Wychowanek klubów Jewropa Pryłuki i Dynamo Kijów, barwy których bronił w juniorskich mistrzostwach Ukrainy (DJuFL). Karierę piłkarską rozpoczął 4 marca 2016 w drużynie młodzieżowej FK Dnipro. 20 maja 2017 debiutował w podstawowym składzie dnieprowskiego klubu. 29 grudnia 2017 podpisał kontrakt z belgijskim Royal Antwerp FC. 2 września 2019 został wypożyczony do Karpat Lwów.